# رولگا
رولگا شهری در شهرستان زیمتنگا در استان بام در بورکینافاسوی شمالی است و جمعیت آن ۴۵۷ نفر است.